# Chronoxenus
Chronoxenus is een geslacht van mieren uit de onderfamilie van de Dolichoderinae.

## Soorten
- C. butteli (Forel, 1913)
- C. dalyi (Forel, 1895)
- C. myops (Forel, 1895)
- C. rossi (Donisthorpe, 1950)
- C. walshi (Forel, 1895)
- C. wroughtonii (Forel, 1895)